# Штурм Аргвани
Штурм Аргвани — один из эпизодов Кавказской войны. Сражение между отрядом Отдельного Кавказского корпуса под командованием генерал-лейтенанта Павла Граббе и отрядами имама Шамиля произошло 31 мая 1839 года в Дагестане.

## Предыстория
В мае 1839 года русское командование решило нанести сокрушительный удар по главному опорному пункту имамата, столице Ахульго. Выступивший из Чечни отряд Граббе в течение месяца совершил опасный путь к крепости через территории, находившиеся под контролем Шамиля. На пути к Ахульго отряд Граббе неоднократно вступал в бои с горцами, которыми руководил имам Шамиль. Самое крупное сражение на подступах к Ахульго произошло в селении Аргвани.

## Расстановка сил к началу штурма

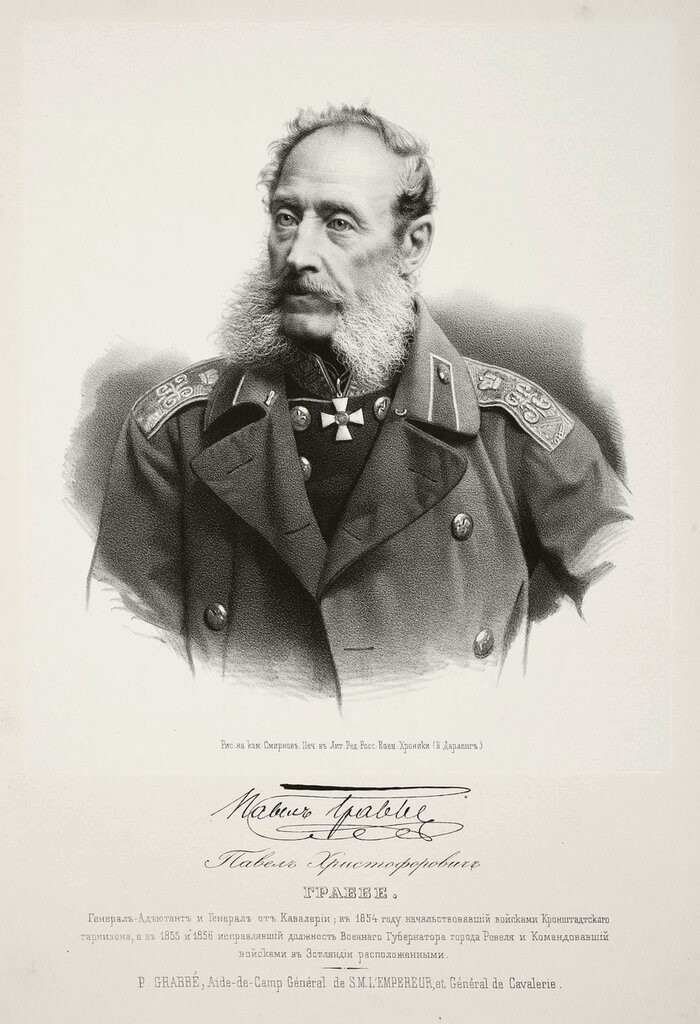
Генерал-лейтенант Павел Граббе

### Состав и численность сторон
Отряд Граббе состоял из 9-ти батальонов, роты сапёр, 17-ти орудий, 400 конных и 400 пеших казаков: всего силою свыше 8000 тысяч. После боя под Таренгульем (Буртунай), отряд продолжал движение по горным ущельям двумя колоннами. Первая колонна 3 батальона и пять легких орудий. Вторая колонна 6 батальонов, 8 горных и 4 легких орудий, казаки и милиция. Обе колонны должны были соединиться уже на самой вершине Суук-Булака (Салатавский хребет).
К 30 мая состав штурмующих был следующим:
- 4 батальона Куринского егерского полка;
- 3 батальона Апшеронского пехотного полка;
- 2 батальона Кабардинского егерского полка;
- 1 рота Кавказского сапёрного батальона;
- 2 сотен казаков (2 конных и 4 пеших);
- 200 всадников милиции;
- 17 орудий (9 лёгких, 8 горных, 4 орудия казачьей артиллерии).

### Известные участники штурма Аргвани
- Граббе, Павел Христофорович
- Лабынцев, Иван Михайлович
- Пулло, Александр Павлович
- Пантелеев, Илья Андреевич
- Галафеев, Аполлон Васильевич
- Мартынов, Иван Фёдорович
- Мартынов, Михаил Фёдорович
- Мартынов, Николай Соломонович
- Рябов, Самойла
- Милютин, Дмитрий Алексеевич
- Шульц, Мориц Христианович
- Костенецкий, Яков Иванович
- Вольф, Николай Иванович
- Вревский, Ипполит Александрович

### Защитники Аргвани
В продолжении всей зимы и начала весны имам обращал внимание чеченцев, салатавцев и дагестанцев на аул Аргуани, предвидя, что сюда непременно двинуться русские, и успел убедить горцев сплотиться, чтобы воспрепятствовать дальнейшему движению отряда.  В то же время, в Чечне, и в районе Северного Дагестана, один из лидеров восставших чеченцев наиб Ташев-Хаджи постоянно тревожил русские гарнизоны, и совершал набеги на поселения Кавказской линии. 
В битве при Аргвани против отряда Граббе, кроме жителей аула, участвовал отряд из дагестанцев и чеченцев под командованием Шамиля.
Примерно от 2900 до 4000 тысяч из разных вольных обществ между реками Аварским койсу, Сулаком и Аргуном.

### Известные защитники Аргвани

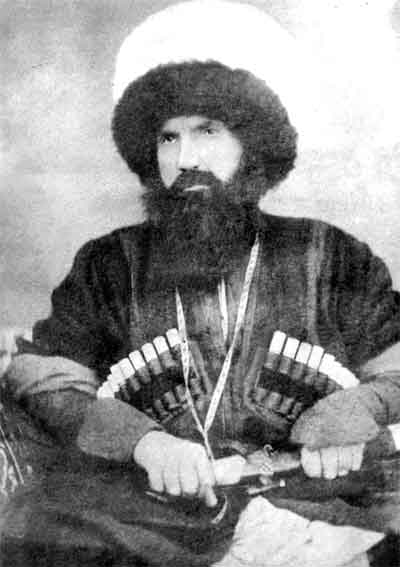
Имам Шамиль

- Имам Шамиль
- Хаджияв Малламухаммад Тлохский
- Юнус из Чиркея
- Хириясул Алибек
- Курбанали Хваршинский
- Абакар-Дибир из Аргвани
- Кадияв Газимагомед
- Зирар Ахматил
- Али Ахматил Осман
- Омар Исмаил
- Ханахаил Магомед
- Ибрагим и Абакар из Мехельты
- Чупан Сайгитухума
- Кудияв Дибир из Ингиши
- Хасбике из Аргвани[6]

## Исходные позиции

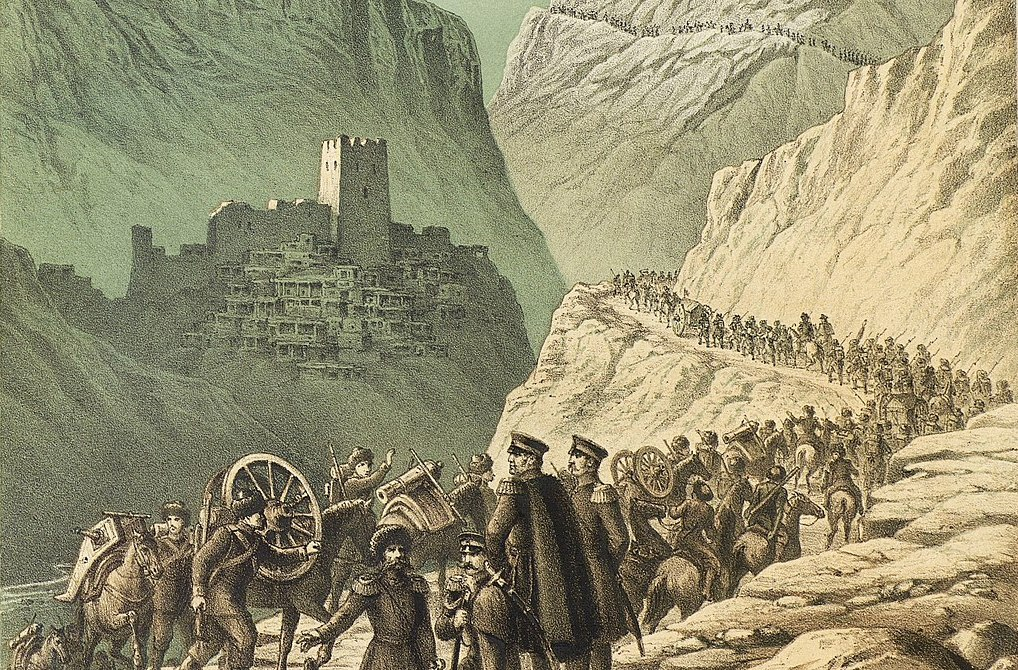
Экспедиция на Кавказе

Для штурма селения войска были разделены на три колонны:
- Правая колонна под командою полковника Лабынцева в составе 3-х батальонов (2-й Кабардинский, 1 и 2 -й Куринский), с 4-мя горными орудиями заняла отлогости высот со стороны Мехельты, с тем, чтобы атаковать юго-западный угол селения.
- Средняя колонна полковника Пулло из двух батальонов (4-й Куринский и 4-Апшеронский) и 4-х горных орудий, должна была атаковать завалы с фронта.
- Левая колонна генерал-майора Галафеева из одного батальона (3-й Куринский) и пеших казаков, составляла прикрытие четырёх орудий полевой артиллерии расположенных перед аулом для обстрела главной башни и завалов, эта колонна в начале угрожала неприятелю ложной атакой со стороны Дануха, а потом, обойдя Аргуани справа, должна была занять дорогу в Чиркату, в то время как первые две колонны ворвутся в селение.
- 1-й батальон Апшеронцев составлял подвижной резерв. Два батальона были оставлены в резерве у дороги для прикрытия артиллерии и обоза[3].

## Начало Штурма
Постоянный подъём на протяжении 12-верст утомил войска. Двое суток потребовалось пока продолжалась разработка спуска с вершины Суук-Булак к небольшой площадке, составляющий один из уступов южного склона хребта. Дорогу приходилась высекать в скалах, утёсы рвать порохом.
30 мая 1839 года русские войска к полудню подступили к аулу Аргвани. Шамиль основательно укрепил село. Само селение состояло из 500 каменных толстостенных домов располагалось шестью ярусами по скатам горы. Каждый дом представлял собой как бы отдельную крепость которую нельзя было взять без штурма. Все улицы были укреплены каменными завалами. Сам аул имел естественную природную защиту, любая ошибка при движении по узким тропам могла стоить дорого, падением в пропасть.
В 5 часов вечера батарея открыла сильный огонь по селению. Ни горные, ни легкие орудия не могли наносить значительного вреда горцам, закрытым толстыми стенами и утесами. Ядра отлетали от каменных стен. Горцы же открыли меткую ружейную стрельбу из бойниц по войскам. На некотором расстоянии от аула было построено круглое укрепление в виде низкой башни с бойницами. 4-й батальон Апшеронского полка, несмотря на меткие выстрелы горцев и на трудности подступа, бросился в штыки и быстро ворвался в укрепление, завязался рукопашный бой. Мюриды отчаянно сопротивлялись, там же все они и погибли. Но далее наступление было приостановлено глубоким рвом. Оба Апшеронских батальона понесли довольно большую потерю. Первый день штурма, несмотря на попытки русских войск до темна ворваться в село, не увенчался успехом. Штурм Аргвани был назначен на утро 31 мая.

## Ход сражения

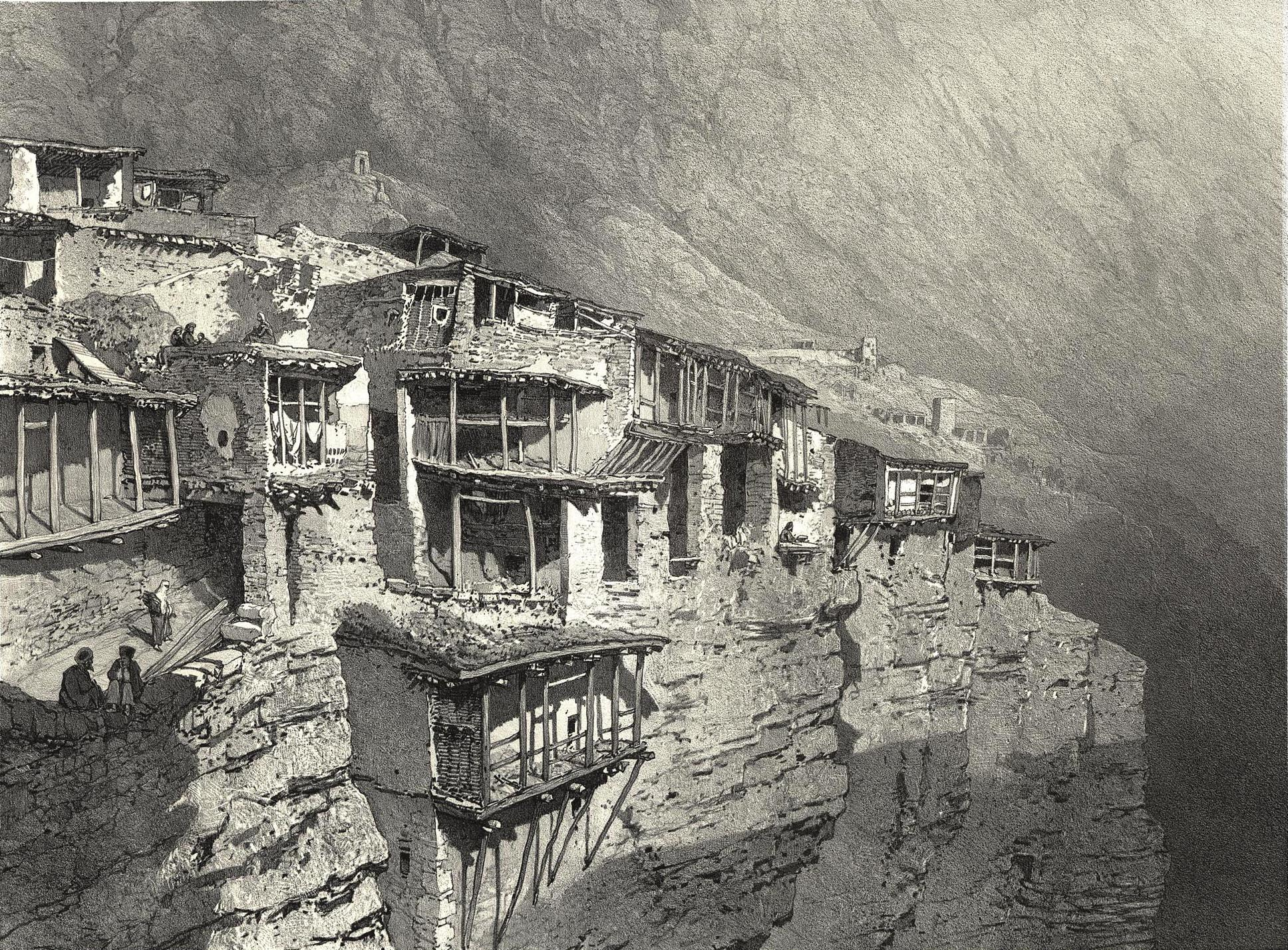
Аул в горах Дагестана. Картина худ. Г. Г. Гагарина (1847)

На рассвете по сигналу, все три колонны с барабанным боем двинулись на штурм.  В правой колонне полковника Лабынцева два батальона (2-й Кабардинский и 2-й Куринский) беглым шагом бросились к балке, спустились в неё и начали взбираться по крутому подъёму на четвереньках к самому селению, под убийственным ружейным огнем из всех домов. В то же время 1-й Куринский батальон с трудом пробрался низом, по левой стороне ручья и бросился на передовые завалы, с которых неприятель поражал штурмовые колонны с фланга. Эти завалы защищались самыми отчаянными мюридами, которые здесь решились положить голову. Стремительное движение колон показало горцам, что их не удержишь самым сильным огнем, тогда мюриды сами бросились на встречу колонн с шашками и кинжалами в руках и гибли под ударами штыков передовых команд. Некоторые оставались в саклях до последнего издыхания, отказавшись от всякого спасения, дорого продавая свою жизнь. Несмотря на отчаянную оборону, колонна Лабынцева ворвалась в селение и заняла передние ряды саклей, между тем с другой стороны вторглась колонна полковника Пулло. После этого начался упорный, рукопашный бой в самом ауле, в улицах и домах.
Участник штурма граф Дмитрий Милютин вспоминал: 

Тут в первый раз попал я в самую свалку; каждый шаг вперед стоил нам много жертв; узкий путь ещё стеснялся множеством раненых и убитых, как наших, так и неприятельских. Однако ж наши все-таки ворвались с обычным криком «ура» в ограду кладбища и начали влезать на плоские крыши домов, из которых горцы продолжали отстреливаться. Справа от нас такой же бой кипел в колонне Лабынцева: и тут горцы оборонялись отчаянно; некоторые фанатики, выскакивая из завалов или домов, бросались в шашки навстречу штурмовавших колонн.
Самые отважные мюриды, оставшись в селении, решились защищаться до последней крайности. Расположение Дагестанских аулов чрезвычайно удобно для обороны: каменные сакли в несколько этажей, с плоскими крышами, расположены одни над другими, узкие извилистые улицы иногда проходят в ворота башен, под навесами и галереями. Каждая сакля может служить блокгаузом, каждый квартал цитаделью.
К 9-часам утра войска заняли большую часть селения, плоские крыши тех домов, где мюриды упорно защищались. Однако бой в Аргвани продолжался целый день до наступления темноты. Чтобы заставить горцев выйти из каменных домов не было другого способа как пробить отверстие в крышах, бросать туда горючие средства и зажигать балки. Несмотря на это, мюриды оставались по несколько часов в доме, иногда удавалось им пробить себе выходы и скрыться через потаенные сообщения из одной сакли в другую, однако много тел было найдено обгорелыми. При всем невыгодном своем положении, горцы успевали наносить много вреда войскам. С шашками и кинжалами отбивались они поодиночке до тех пор, пока не умирали на штыках, некоторые же мюриды бросались на десятки солдат без всякого оружия. Только 15 человек, задыхавшихся внутри одной сакли от дыма и бросаемых туда ручных гранат согласились сдаться. Многие солдаты погибали от собственной неосторожности, бросаясь во внутрь саклей, не меньше было жертв со стороны неприятеля, улицы были завалены трупами.

### Завершение штурма

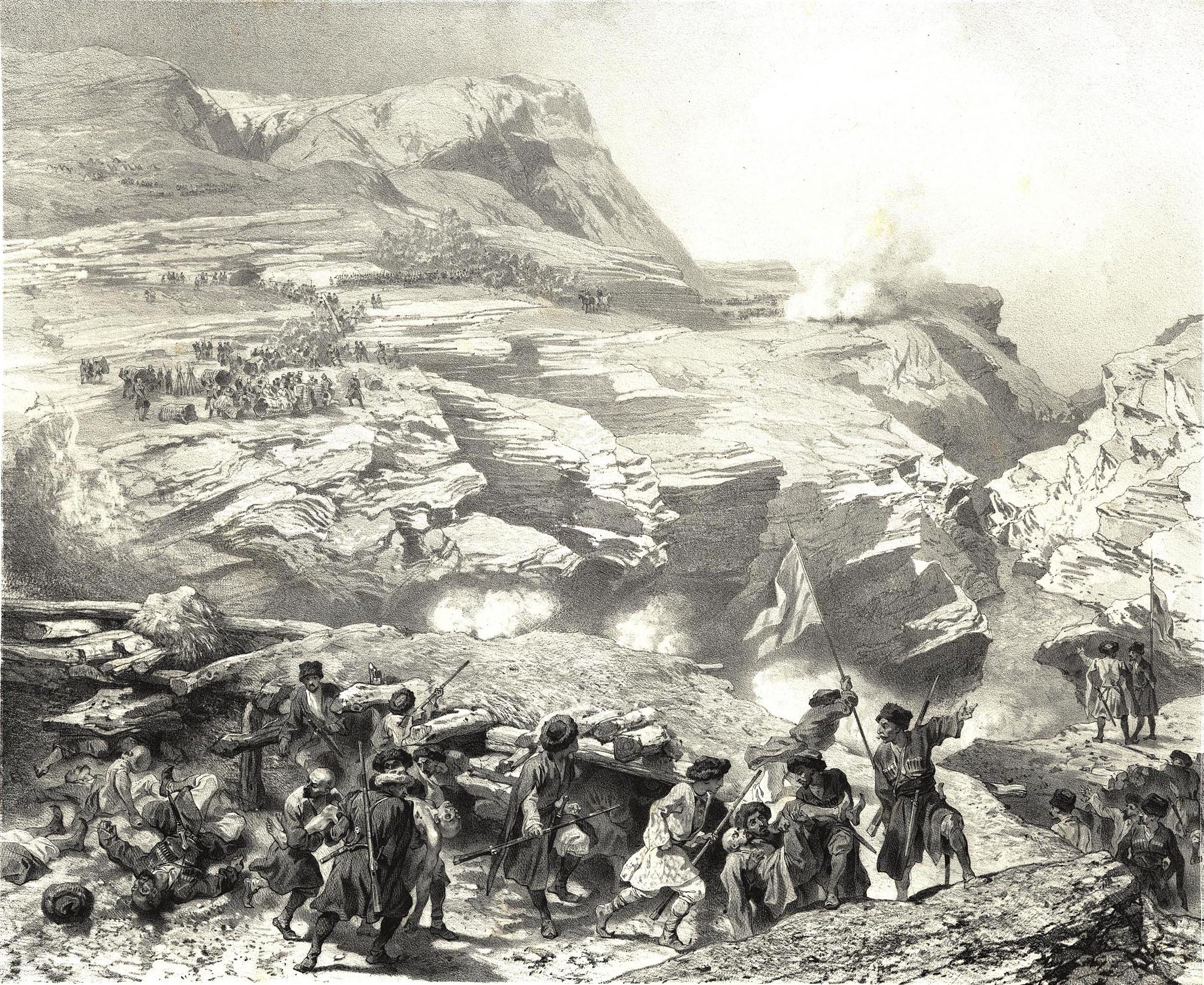
Сцена сражения в Дагестане. Картина худ. Г. Г. Гагарина (1847)

К концу дня оставалась ещё в руках мюридов значительная часть Аргвани, в особенности кровопролитного боя стоила башня в несколько ярусов на восточной оконечности села, там все усилия штурмовых команд были напрасны. К вечеру удалось втащить в аул два горных и два казачьих орудия и поставить их на крышах ближайших домов, чтобы пробить брешь в башне.
Несмотря ни на что, горцы не сдавались, на ночь приняли самые строгие меры к полному окружению аула, особенно тех саклей в которых ещё находился неприятель. Ночью оставшиеся в живых мюриды начали выходить из Аргвани, некоторые вступили в рукопашный бой с цепями егерей, другие в темноте по неосторожности падали с утесов в обрыв. Немногим удалось покинуть село.
Штурм начался с 4 часов вечера 30-го мая и продолжался до рассвета 1-го июня, в итоге 36 часов беспрерывного боя.

 «Исполинский бой», — отмечает Граббе в своем дневнике, — долго будут помнить в горах этот громовой удар, сотни тел, сошлись в наших руках, кроме увезенных по обычаю. Человек 25 взято в плен, наш урон велик…"

## Последствия
Войска после взятие Аргвани продолжили движение через Чиркату к столице имамата Ахульго. После 80-дневной осады крепость Ахульго пала. Шамиль с приближенными мюридами ушёл в Чечню.

### Потери
Официальные данные 146 убитых (в том числе 6 офицеров) и 500 раненых (в том числе 30 офицеров), тяжело ранен генерал А. И. Пантелеев.
По другим данным в отряде Граббе выбыло из строя убитыми и ранеными более 2000 солдат. Понесенные при Аргвани потери заставили Граббе обратится к генералу Головину с просьбой выслать подкрепление из Самурского отряда (три батальона).
Всего в Аргванийской битве пало около 500 мюридов, аргванийцев и прибывших мюридов из других мест, ранено около тысячи человек.
По мнению военного историка Л. А. Богуславского в этом сражении убито 600 мюридов и ранено 1500 человек.

### Награды
За взятие Аргвани генерал-лейтенант Граббе получил звание генерал-адъютанта, полковники Лабынцев и Пулло звание генералов. Участники штурма Апшеронского полка получили медали. Куринский полк был награждён полковым Георгиевским знаменем с надписью за взятие горы Анчи-Меер.